# Dudu-Bürstenhaarmaus
Die Dudu-Bürstenhaarmaus (Lophuromys dudui) ist ein wenig erforschtes Nagetier aus der Gattung der Bürstenhaarmäuse (Lophuromys). Sie ist in der Demokratischen Republik Kongo endemisch. Das Artepitheton dudui ehrt den kongolesischen Biologen Akaibe Dudu, der zwischen Dezember 1985 und August 1986 die elf Typusexemplare gesammelt hatte. Dudu war Professor an der Universität Kisangani und starb im April 2023 im Alter von 74 Jahren.

## Merkmale
Die Dudu-Bürstenhaarmaus erreicht eine Kopf-Rumpf-Länge von 89 bis 124 mm, eine Schwanzlänge von 51 bis 72 mm, eine Ohrenlänge von 11 bis 16 mm und eine Hinterfußlänge von 17 bis 21 mm. Über das Körpergewicht liegen keine spezifischen Daten vor. Die Dudu-Bürstenhaarmaus ähnelt sehr der Gelbgefleckten Bürstenhaarmaus (Lophuromys flavopunctatus), die ein rötlichbraunes oder schwarzbräunliches Aussehen aufweist. Ihr Fell ist gesprenkelt. Wichtigste Unterscheidungsmerkmale innerhalb der Lophuromys-flavopunctatus-Artengruppe sind der kleinere und dünnere Schädel mit einem feineren Rostrum, weniger ausgeprägte supraorbitale Grate und weniger ausgeprägte Vertiefungen, kleinere obere Backenzähne und ein relativ breiteres Gaumenbein.

## Verbreitungsgebiet
Der Holotypus und die Paratypen wurden im Masako-Wald (sowohl im Primärwald als auch in einem alten Sekundärwald) bei Kisangani am rechten Ufer des Kongo-Flusses in der nördlichen Demokratischen Republik Kongo gesammelt.

## Lebensraum
Die Dudu-Bürstenhaarmaus ist hauptsächlich in sekundären Tieflandwäldern sowie im Brachland in Höhenlagen von weniger als 1000 m anzutreffen.

## Lebensweise
Über die Lebensweise dieser Art liegen keine Informationen vor.

## Status
Die Dudu-Bürstenhaarmaus wird in der IUCN Red List als Synonym der Gelbgefleckten Bürstenhaarmaus klassifiziert. Sie ist offenbar weit verbreitet, und es wurden zahlreiche Exemplare gesammelt, was darauf schließen lässt, dass die Art nicht in ihrem Bestand bedroht ist. Die Farmer in der Region Kisangani halten die Dudu-Bürstenhaarmaus für einen landwirtschaftlichen Schädling.